# دومین جنگ مقدونیه

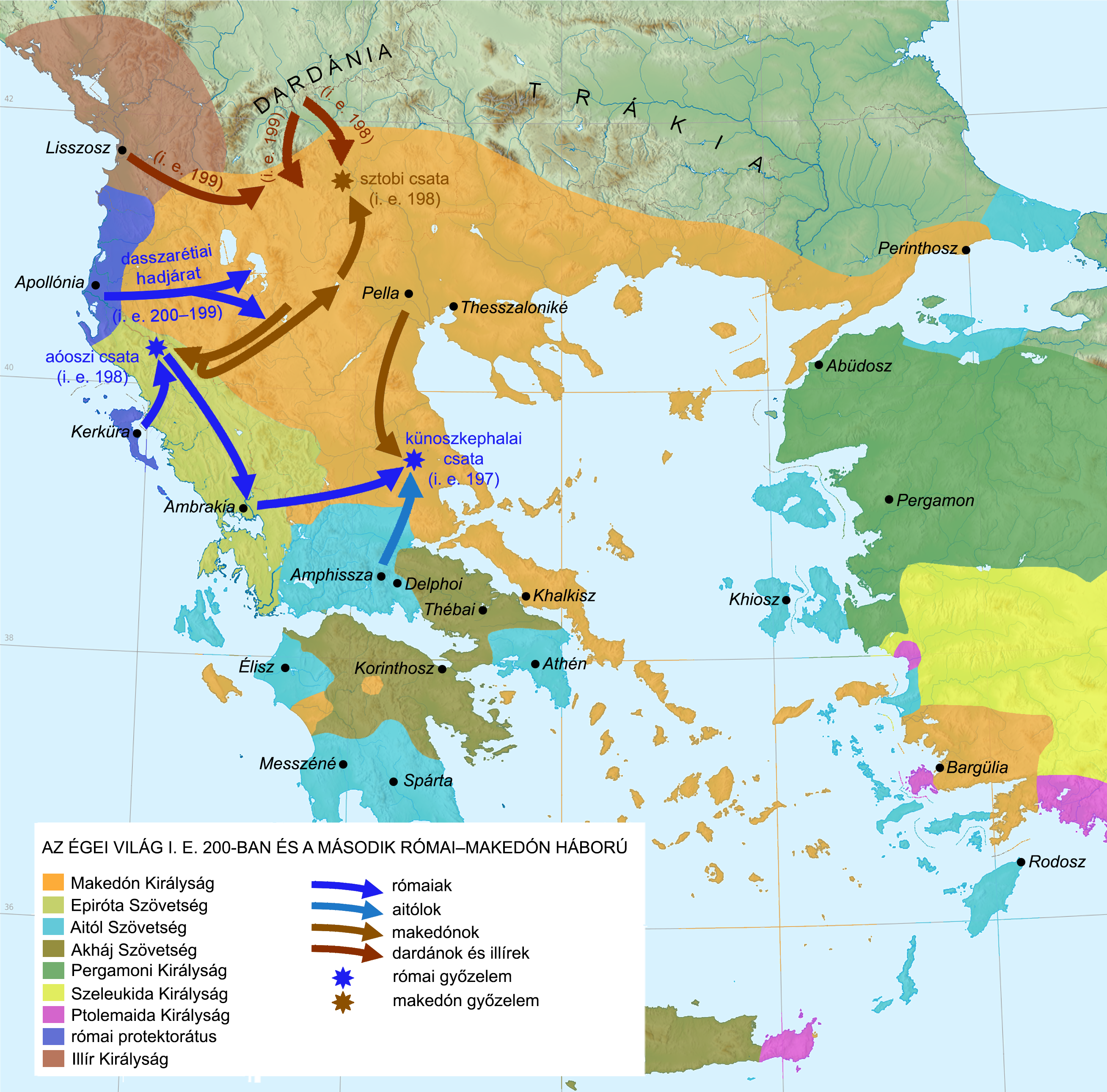
نبردهای جنگ دوم مقدونیه (200–197 قبل از میلاد) با برچسب های مجارستانی

دومین جنگ مقدونیه (۱۹۷–۲۰۰ق. م) میان پادشاهی مقدونیه به رهبری فیلیپ پنجم مقدونی از یکسو، و جمهوری روم که با پادشاهی پرگامون و رودس متحد شده بود، درگرفت. فیلیپ پنجم در این جنگ شکست خورده و ناچار شد تمامی سرزمین‌هایش در یونان جنوبی، تراکیه، و آسیای صغیر را واگذار کند. هرچند رومیان در طول مداخله‌شان در این نبرد، شعار «آزادی یونانیان» از تسلط پادشاهی مقدونیه را می‌دادند اما در حقیقت این جنگ گامی اساسی در افزایش مداخلات روم در امور مدیترانه شرقی شد، طوری که نهایتاً به تسلط روم بر سراسر منطقه مزبور انجامید.